# 秋田県道70号鳥海矢島線
秋田県道70号鳥海矢島線（あきたけんどう70ごう ちょうかいやしません）は、秋田県由利本荘市を通る県道（主要地方道）である。

## 概要
国道108号の道の駅清水の里・鳥海郷前から南へ分岐し、笹子集落を南西方向へ進んだあと笹子峠を越える。子吉川支流の直根川沿いを並行して北へ進んで、矢島町中心部の手前秋田県道58号象潟矢島線交点で路線が終わる。
笹子峠周辺は、道幅が狭い未改良区間である。また、終点で市道を直進すると約800メートル先に由利高原鉄道 矢島駅がある。

### 路線データ
- 総延長 : 26.133 km[2]
- 実延長 : 26.133 km[2]
- 起点 : 秋田県由利本荘市鳥海町上笹子字境台107番4地先（堺台交差点、国道108号交点）[3]
- 終点 : 秋田県由利本荘市矢島町荒沢字金沢49番1[3][4]（秋田県道58号象潟矢島線交点）
- 未供用区間 : なし[2]

## 歴史
- 1959年（昭和34年）2月17日 - 笹子矢島線として秋田県道に認定される[3]。
- 1993年（平成5年） 5月11日 - 建設省から、県道笹子矢島線が鳥海矢島線として主要地方道に指定される[5]。
- 2006年（平成18年）12月19日 - 由利本荘市矢島町荒沢字矢越209番 - 由利本荘市矢島町荒沢字金沢沖49番1（秋田県道58号象潟矢島線交点）までが供用開始し、終点が2か所になる[6]。
- 2008年（平成20年）10月20日 - 現道の矢島駅付近が認定解除されて、終点の位置が由利本荘市矢島町七日町字七日町73番2（秋田県道32号仁賀保矢島館合線交点）から2006年に開通した新道の終点に変更になる[4]。
- 2022年（令和4年）11月25日 - 中直根工区のバイパス区間（由利本荘市鳥海町中直根 - 鳥海町下直根、1.5 km）が開通する[7]。

## 路線状況

### 冬期閉鎖区間
- なし[8]

### 交通不能区間
- なし[9]

### 道路施設
- 道の駅清水の里・鳥海郷

## 地理

### 交差する道路
| 施設名     | 接続路線名                | 備考          | 所在地                                                        |
| ---------- | ------------------------- | ------------- | ------------------------------------------------------------- |
| 堺台交差点 | 国道108号                 | 起点          | 由利本荘市鳥海町上笹子                                        |
|            | 秋田県道291号大川端伏見線 | 県道291号起点 | 由利本荘市鳥海町下直根北緯39度10分14.76秒 東経140度9分41.71秒 |
|            | 秋田県道58号象潟矢島線    | 終点          | 由利本荘市矢島町荒沢                                          |

### 沿線の施設
- 秋田しんせい農業協同組合 鳥海総合支店笹子支店
- 笹子郵便局
- 直根郵便局
- 由利高原鉄道 鳥海山ろく線 矢島駅（終点から市道経由）